# Ali Sungura
Ali Sungura   (Kenya) és un exfutbolista kenyià de les dècades de 1950 i 1960.
Fou internacional amb la selecció de futbol de Kenya.
Pel que fa a clubs, destacà a Feisal FC.